# Никола-Таун
Никола-Таун (англ. Nichola Town) — город в Сент-Китсе и Невисе. Административный центр округа Крайст-Черч-Никола-Таун.

## География
Находится на северо-востоке острова Сент-Китс. Высота над уровнем моря — 47 м.

### Климат
По Классификации климатов Кёппена, климат здесь определяется как Aw — тропический климат с сухой зимой и дождливым летом. Температура здесь в среднем 26,2 °C. Среднегодовая норма осадков — 910 мм.
В октябре 2020 года в городе произошло землетрясение магнитудой 5,2.